# Jubël
Jubël est un duo suédois de pop, originaire de Halmstad. Signé chez Warner Music, il est composé de Sebastian Atas et Victor Sjöström.

## Histoire
Autrefois formant le duo Galavant, les deux artistes reviennent en 2017 sous le nom de Jubël avec le titre Home. Leur titre Illusion fait naître une certaine notoriété, notamment après avoir été choisi en tant que thème d'une publicité mondiale pour le détaillant et la ligne de mode H&M. Cependant, leur remix de la chanson Dancing in the Moonlight initialement enregistrée en 1970 par le groupe de Kelly Sherman Boffalongo, fait un énorme succès, par King Harvest.
La version du groupe suédois sort en 2018, et avec la voix de Neimy, initialement lancée en Suède, en Norvège, et en Belgique. Une réédition en 2020 lui donne une plus grande présence internationale avec une présence dans le UK Singles Chart. Le titre culmine à la onzième place ; il est également classé sur l'ARIA Charts, en 2020. La chanson est utilisée dans la saison 6 de l'émission de téléréalité Love Island en 2020, et se propage à TikTok.
Entre-temps, Jubël sort son premier album Strawtown en 2019, et l'EP Strawtownen 2020, ainsi que les succès suivants : On the Beach, un remix d'une chanson de Chris Rea, qui se classe en Finlande et en tête du classement Airplay finlandais pendant une semaine et Someone qui se classe dans le Sverigetopplistan en Suède en 2020, Teenage Minds et Running Out of Love ont été des succès radiophoniques. Jubël se produit également au Lollapalooza de Stockholm.
En 2023, ils reviennent avec un nouvel EP intitulé Daydreamin. Cette EP est suivi d'une tournée d'un mois en Scandinavie.

## Discographie

### EP
- 2020 : Strawtown
- 2021 : 6145 Orange St
- 2023 : Daydreamin'

### Singles
- 2017 : Home
- 2017 : The Break Up Song
- 2018 : Illusion (feat. Neimy)
- 2018 : Illusion (version acoustique)
- 2018 : Dancing in the Moonlight (feat. Neimy)
- 2019 : Running Out of Love (version acoustique)
- 2021 : Weekend Vibe
- 2021 : Dumb
- 2021 : Dumb (Remix, feat. Sonnet)
- 2021 : Weekend Vibe (Remix, feat. Desicrew)
- 2021 : I&I
- 2022 : So Sick
- 2022 : Diamonds (feat. Aleyna tilki)
- 2022 : So Sick (version acoustique)
- 2022 : Lucky (feat. Noa Kirel)
- 2022 : My Only Wish (feat. Christopher)
- 2023 : No More Tears
- 2023 : Triple A (feat. NLE Choppa)
- 2023 : Don't Kill My Vibe
- 2024 : Lie to Me (feat. Kitte)